# Chihayafuru
Chihayafuru (ちはやふる, Chihayafuru) est un manga écrit et dessiné par Yuki Suetsugu. Il est prépublié entre décembre 2007 et août 2022 dans le magazine japonais Be Love et compilé en 50 tomes. La version française est publiée par Pika Édition depuis mars 2013.
Il est adapté en série télévisée d'animation de vingt-cinq épisodes par le studio Madhouse entre octobre 2011 et mars 2012. Une deuxième saison de vingt-cinq épisodes, également produite par le studio Madhouse, est diffusée entre janvier et juin 2013. Une troisième saison est prévue pour 2019. Un OAV est sorti en septembre 2013 avec l'édition limitée du tome 22. Deux films live sont respectivement sortis en mars et avril 2016, suivi d'un troisième en mars 2018.
Le manga a gagné le prix Manga Taishō en 2009 ainsi que le prix du manga Kōdansha en 2011. Le tirage total des vingt-et-un premiers tomes s'élèvent à plus de 9 500 000 exemplaires au Japon. Sa popularité a développé les compétitions de karuta au Japon.

## Synopsis
Chihaya Ayase est une petite fille qui a passé la majeure partie de sa vie à soutenir sa sœur dans sa carrière de modèle. Mais tout change quand elle rencontre un garçon de son age nommé Arata Wataya, un joueur talentueux de karuta. Il pense que Chihaya a le potentiel pour devenir une grande joueuse. Alors que Chihaya rêve de devenir la meilleure joueuse de karuta du Japon (Queen), elle est bientôt séparée de ses amis, Arata et Taichi, car ils grandissent et partent vers des avenirs différents (Arata doit partir à Fuikui, s'occuper de son grand-père malade et Taichi part faire une grande école). Ils se promirent alors de toujours jouer au karuta et qu'ils se reverront lorsqu'ils seront tous les trois en classe A (niveau au karuta allant de la classe D à A puis au plus grand titre du joueur au Japon : le Maître ou Meijin pour les garçons et Reine ou Queen pour les filles).
Maintenant dans un nouveau lycée, Chihaya, qui est en classe B (au karuta) dans ses débuts au lycée, continue de jouer au karuta et y retrouve Taichi qui a arrêté le karuta sous prétexte qu'il ne lui servait à rien puisqu'il voulait rejoindre le club de foot et non pas de karuta. Mais celui-ci finit par céder aux demandes de Chihaya. Ensemble, ils créeront un club de karuta dans leur lycée qui sera composé de 5 membres : Taichi (président du club), Chihaya (capitaine de l'équipe), Yuusei Nishida (il avait connu Chihaya une fois petite et est d'un plutôt bon niveau), Kanade Oe et Tsutumo Komano.
Un an et demi auparavant, à Fukui, le grand-père de Arata a subi une opération et ne se souvient plus de rien, même pas de son jeu préféré : le karuta. De plus, il est assez fragile. Arata mis alors son rêve en suspens afin de s'occuper de son grand-père. Mais le jour du passage en classe A approchait et Arata tenait à y participer afin de pouvoir revoir un jour Chihaya et Taichi. Son grand-père sentait qu'il voulait y aller et le laissa partir et Arata eut l'impression qu'il avait retrouvé la mémoire. Mais à son retour, toute sa famille était là et découvrit son grand-père mort pendant son absence. Il arrêta donc complètement le karuta, pensant que c'est cela qui a causé la mort de son grand-père. Mais il reprendra cependant le karuta après que Taichi et Chihaya sont allés le voir. Tout le monde fait son maximum pour pouvoir atteindre le titre de Meijin et de Queen.

## Personnages
Chihaya Ayase (綾瀬 千早, Ayase Chihaya)
Durant son enfance, Chihaya a soutenu sa sœur dans sa carrière de top-modèle. Mais cependant, peu avant le tournoi annuel de karuta de son école primaire, un nouvel élève arrive. Elle dit l'avoir vu comme étant le livreur de journaux. Ce jeune garçon se nomme Arata Wataya. Ensemble, ils développeront la passion de Chihaya. Arata lui dit que la carte « Chihayafuru » (Dieux passionnés) est sa carte maîtresse, puisqu'elle commence de la même façon que son nom. Arata et Taichi sont ses deux meilleurs amis depuis la compétition au tournoi des petites écoles.
Arata Wataya (綿谷 新, Wataya Arata)
Arata Wataya a grandi à Fukui avec ses parents et son grand-père, qui était un ancien maître de karuta. Un jour, il a dû accompagner ses parents à Tokyo. C'est là bas qu'il rencontra Chihaya et Taichi, mais il dut retourner à Fukui car son grand-père était gravement malade. Il continuera de jouer au karuta jusqu’à la mort de son grand-père. Un an et demi après ce triste événement, il retournera à son club de karuta dans le but de devenir maître et de se battre au karuta contre Chihaya et Taichi.
D'après Arata, la carte clé de Chihaya serait la carte « Chihayafuru » (Dieux passionnés) étant donné qu'il commence comme son prénom, d'où le nom de l'œuvre.
Taichi Mashima (真島 太一, Mashima Taichi)
Taichi Mashima est un ami d'enfance de Chihaya, il la connait depuis la primaire et fait partie du même club de karuta qu'elle. Il a rencontré Arata en même temps qu'elle. Il est amoureux de Chihaya et considère Arata comme son rival à la fois dans le karuta et dans sa relation avec Chihaya.

## Manga
Le manga est publié à partir de décembre 2007 dans le magazine Be Love de l'éditeur Kōdansha. Le dernier chapitre est publié le 1er août 2022, et la série comporte un total de 50 tomes,. Il est édité en version française par Pika Édition depuis mars 2013 et à Taïwan par Tong Li Publishing depuis mars 2009. Kōdansha a publié les deux volumes dans une version bilingue anglaise/japonaise respectivement en décembre 2011 et février 2012.

## Anime
L'adaptation en anime est annoncée dans le numéro 12 du magazine Be Love sorti en mai 2011. La deuxième saison est annoncée lors de la sortie du tome 17, et est diffusée entre janvier et juin 2013 sur NTV. La série est diffusée en simulcast par Crunchyroll en Amérique du Nord, en Grande-Bretagne, en Afrique du Sud, en Australie et en Nouvelle-Zélande,.
Un OAV est sorti en septembre 2013 avec l'édition limitée du tome 22.
Une troisième saison est diffusée entre octobre 2019 et mars 2020.

### Musiques
| Générique | Épisodes | Début    | Début          | Fin         | Fin             |
| Générique | Épisodes | Titre    | Artiste        | Titre       | Artiste         |
| --------- | -------- | -------- | -------------- | ----------- | --------------- |
| 1         | Saison 1 | YOUTHFUL | 99RadioService | Soshite Ima | Asami Seto      |
| 2         | Saison 2 | STAR     | 99RadioService | Akane Sora  | Asami Seto      |
| 3         | Saison 3 | Colorful | 99RadioService | Hitomebore  | Band Harassment |

### Doublage
| Personnages     | Personnages     | Voix japonaises, |
| --------------- | --------------- | ---------------- |
| Chihaya Ayase   | Chihaya Ayase   | Asami Seto       |
| Kanade Ōe       | Kanade Ōe       | Ai Kayano        |
| Taichi Mashima  | Taichi Mashima  | Mamoru Miyano    |
| Sumire Hanano   | Sumire Hanano   | Megumi Han       |
| Akihiro Tsukuba | Akihiro Tsukuba | Miyu Irino       |
| Yūsei Nishida   | Yūsei Nishida   | Tooru Nara       |
| Tsutomu Komano  | Tsutomu Komano  | Tsubasa Yonaga   |
| Arata Wataya    | Arata Wataya    | Yoshimasa Hosoya |

## Films live
Le projet de films live est annoncé en avril 2015. Le premier film, Chihayafuru: Kami no ku, est sorti le 19 mars 2016 et le second film, Chihayafuru: Shimo no ku, le 29 avril 2016,. Suzu Hirose interprète le rôle de Chihaya, Shūhei Nomura celui de Taichi Mashima et Mackenyu celui d'Arata Wataya.
Un troisième film est annoncé après la diffusion du deuxième film. Intitulé Chihayafuru: Musubi, il est sorti le 17 mars 2018. Il est précédé d'une mini-série de cinq épisodes intitulée Chihayafuru -Tsunagu- en février 2018.

## Accueil

### Prix et récompenses
Le manga a gagné le 2e prix Manga Taishō en 2009 et le 35e prix du manga Kōdansha dans la catégorie meilleur shôjo en 2011. Il est également nommé pour le Prix culturel Osamu Tezuka en 2016.

### Ventes
En juillet 2013, le tirage total des vingt-et-un premiers tomes s'élève à plus de 9 500 000 exemplaires au Japon.

## Produits dérivés

### Publications
- Databook
Un databook est sorti le 13 décembre 2012 au Japon[26].
Fanbook
Un fanbook est sorti le 13 décembre 2012 au Japon[27].
Guidebook
Un guidebook avec la compilation de poèmes japonais Hyakunin isshu est sorti le 9 novembre 2011 au Japon[28].
Romans
Un roman nommé Chûgakusei-hen est publié au Japon
Le premier tome est sorti le 13 septembre 2012[29] ;
Le deuxième tome est sorti le 13 décembre 2012[30] ;
Le troisième tome est sorti le 13 septembre 2013[31] ;
Le quatrième tome est sorti le 13 décembre 2013[32].